# Economic Theory
Economic Theory (Econ Theory) ist eine 9 mal im Jahr erscheinende wissenschaftliche Fachzeitschrift zu volkswirtschaftlichen Themen, das vom deutsch-luxemburgischen Verlag Springer Science+Business Media verlegt wird. Es wurde 1991 von Charalambos D. Aliprantis gegründet. Economic Theory ist das offizielle Journal der Society for the Advancement of Economic Theory. Schwerpunkt der wissenschaftlichen Beiträge liegt auf Sozialwahltheorie, Theorie der allgemeinen Gleichgewichtsmodellen und Spieltheorie.

## Redaktion
Das Journal wird derzeit (2015) von Nicholas C. Yannelis als Redakteur geleitet. Er wird unterstützt von den 11 Ko-Redakteuren Costas Arkolakis, Yale University, Victor Chernozhukov, Johannes Hörner, Timothy J. Kehoe, Fuhito Kojima, Dan Kovenock, Mark Machina, Hervé Moulin, Edward C. Prescott, Francesco Squintani und William Zame. Ihnen zur Seite stehen eine Reihe beratender und assoziierter Redakteure.

## Rezeption
Eine Studie der französischen Ökonomen Pierre-Phillippe Combes und Laurent Linnemer listet das Journal mit Rang 37 von 600 wirtschaftswissenschaftlichen Zeitschriften in die drittbeste Kategorie A ein.
Economic Theory hatte 2014 nach eigenen Angaben einen Impact Factor von 1.262.